# Dortmund Hauptbahnhof
Dortmund Hauptbahnhof – główny dworzec kolejowy w Dortmundzie, w kraju związkowym Nadrenia Północna-Westfalia, w Niemczech. Obsługuje dziennie około 130 tys. pasażerów.